# Chilothorax comma
Chilothorax comma är en skalbaggsart som beskrevs av Edmund Reitter 1892. Chilothorax comma ingår i släktet Chilothorax och familjen Aphodiidae. Inga underarter finns listade i Catalogue of Life.